# Бой при Сандфонтейне

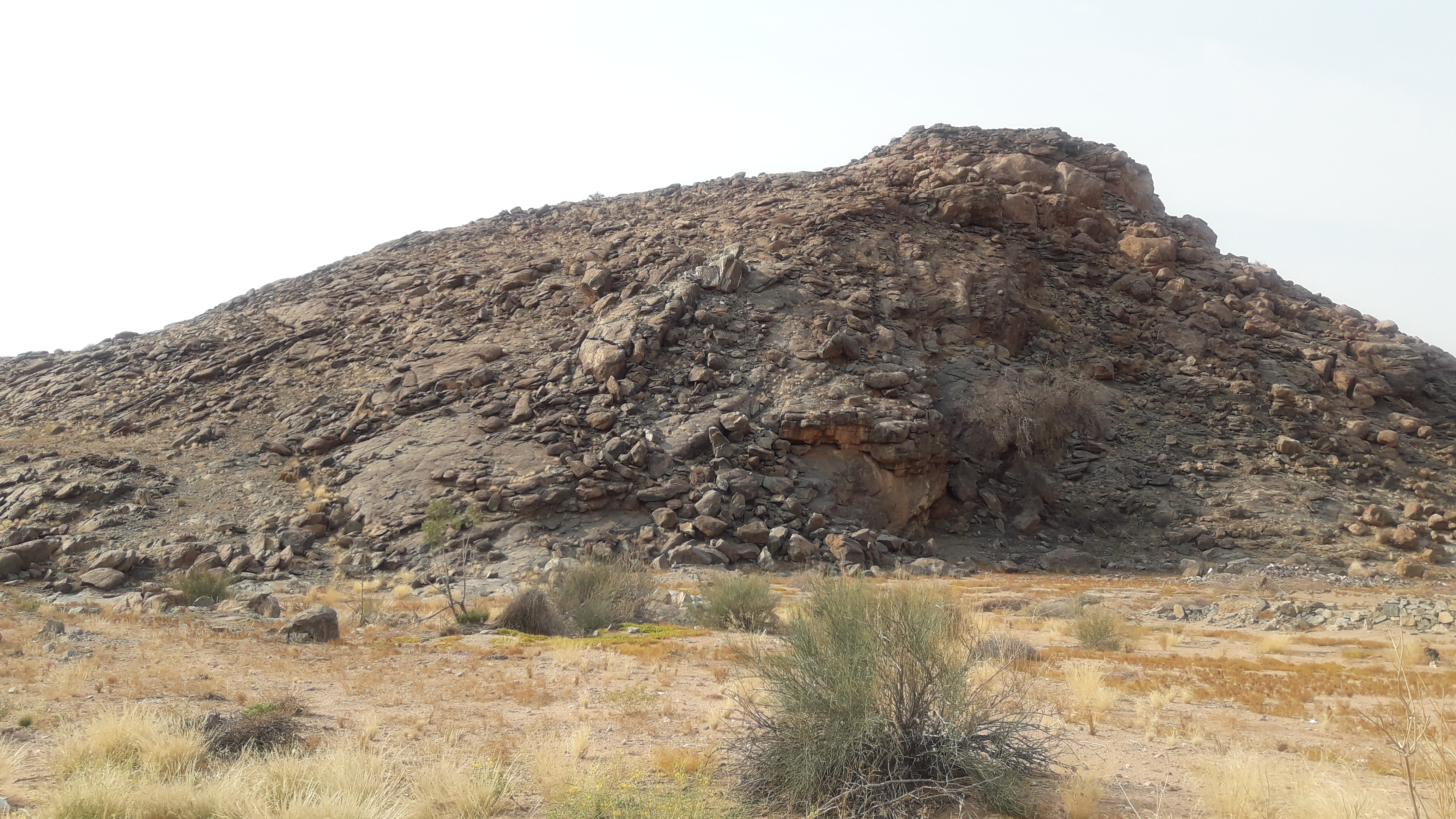
Гора (копье) у Сандфонтейна, ставшая последним укрытием оборонявшихся южноафриканцев

Бой при Сандфонтейне (нем. Schlacht bei Sandfontein) произошёл 26 сентября 1914 года в немецкой Юго-Западной Африке во время Первой мировой войны. Иоахим фон Хейдебрек, главнокомандующий немецкими колониальными войсками, разгромил южноафриканские войска.
В первые дни войны южноафриканцы планировали вторгнуться в соседнюю немецкую колонию. Главнокомандующий Ян Смэтс решил разделил свои силы на три части. Отряд А, насчитывавший более 3000 человек и восемь пушек, которым командовал генерал Генри Лукин, двинулся в сторону Сандфонтейна, который имел большое стратегическое значение из-за наличия единственных в радиусе 75 километров колодцев с высококачественной водой, что делало его важнейшим пунктом снабжения для любой крупномасштабной операции.
В середине сентября отряд Лукина форсировал Оранжевую реку и после марша через очень засушливую местность проник на территорию Юго-Западной Африки на 20 км, захватив источники Сандфонтейна. К этому времени солдаты были изнурены и были близки к полному обезвоживанию.
Немецкие власти быстро мобилизовали все доступные колониальные войска для контратаки, и 24 сентября их силы, 1700 человек, 4 пулемета и 10 пушек под командованием подполковника Иоахима фон Хейдебрека, выступили к Сандфонтейну.
Немецкие батальоны подходили с трёх сторон, стремясь окружить противника. Южноафриканцы не приняли меры предосторожности, в частности, не обеспечили охрану окружающих вершин, откуда могли быть видны подходившие немецкие войска, и были застигнуты врасплох. Немцы также перерезали телеграфную и телефонную связь, лишив окруженных южноафриканцев возможности запросить подкрепление.
На рассвете 26 сентября при поддержке огня артиллерии и пулемётов немцы продвинулись в непосредственную близость от колодцев. После нескольких часов перестрелки южноафриканцы отошли к горе (копье), где закрепились, и немцы без особого сопротивления захватили колодцы. Затем немецкие войска, подавив своей артиллерией орудия противника, приблизились примерно на полкилометра к северному склону горы. После 30 минут шквального огня артиллерии, применившей фугасные снаряды, и пулеметов южноафриканцы подняли белый флаг и около 18:00 сдались. Потери немцев составили 14 человек убитыми и 46 ранеными; южноафриканцы потеряли 16 человек убитыми, 51 ранеными и 205 пленными.
Это первое серьезное сражение в кампании стало одним из редких успехов Германии в этой кампании. После победы при Сандфонтейне германские войска предприняли попытку перенести боевые действия на территорию противника, начав наступление на землю Южно-Африканского Союза.